# جبريل بن محمد بن حسن البصيلي
الشيخ الدكتور جبريل بن محمد بن حسن البصيلي. تخرج في كلية الشريعة تخصص أصول الفقه فهو أستاذ الدراسات العليا في جامعة الملك خالد كلية الشريعة وأصول الدين، وعضو الإفتاء في منطقة عسير.

## أعماله الوظيفية
- عضو هيئة كبار العلماء.
- عضو الإفتاء في منطقة عسير.
- أستاذ الدراسات العليا في جامعة الملك خالد كلية الشريعة وأصول الدين.
- عضو اللجنة العلمية في مركز حمد بن نايف للمناصحة.
- عضو التوعية الإسلامية في الحج والعمرة.
- خطيب جامع الموصلية في أبها.

## تعينه عضو في هيئة كبار العلماء[3]
في عام 1438ه صدر أمر من الملك سلمان بن عبد العزيز آل سعود بتعينه عضو في هيئة كبار العلماء في المملكة
وفي 18 أكتوبر 2020 أعيد تكوين هيئة كبار العلماء بأمر ملكي من الملك سلمان بن عبد العزيز آل سعود وأعيد انتخابه.

## المؤلفات
1. تحقيق ودراسة كتاب قواعد الفقه لأبي بكر الحصني
2. القواعد الأصولية المتعلقة بالأدلة في «المغني» لابن قدامة دراسة أصولية فقهية مقارنة بروضة الناظر.
3. حروف الاعطف بني اللغويين والأصوليبن والفقهاء
4. جهود خادم الحرمين الملك فهد في الدعوة إلي الله.
5. القواعد الأصولية في الأعمال الاحتسابية.
6. فقه الموازنات في باب المصالح والمفاسد.
7. قاعدة «الضرورات تبيح المحظورات» وأثرها في دراسة القضايا الفقهية المعاصرة.
8. أسباب تغير الفتوى وضوابطها.
9. عمل الخلفاء الراشدين بالمصلحة.
10. دلالة الأمر المجرد عن القرائن وأثر ذلك في الفروع.
11. موقف الدعوة السلفية من التكفير.
12. جهود هيئة كبار العلماء في المملكة العربية السعودية في مكافحة التطرف.
13. مقدمات في ضوابط التكفير.
14. بحث في الجماعة والاجتماع.
15. تنظيم النسل دراسة أصولية فقهية.